# Augustin Barruel
Augustin Barruel (ur. 2 października 1741, zm. 5 października 1820 w Paryżu) – francuski jezuita. Jako były wolnomularz oskarżył w jednym ze swoich dzieł (Mémoires pour servir à l'Histoire du Jacobinisme) masonerię i zakon iluminatów o wywołanie Rewolucji Francuskiej. Nazwał w nim Adama Weishaupta „wcielonym diabłem”. Wątek ten stał się później popularny w literaturze.